# MS 0735.6+7421
MS 0735.6+7421 est un amas de galaxies situé à environ 2,6 milliards d'années-lumière de la Terre dans la constellation de la Girafe. Il contiendrait l'un des trous noirs les plus massifs de l'Univers qui produirait le noyau de galaxie le plus actif jamais découvert.

## Observations
D'après des observations du télescope spatial Chandra, des scientifiques ont découvert qu'il y a une éruption depuis une centaine de millions d'années au cœur de l'amas. Au cours de son existence, cette dernière aurait dégagé une énergie équivalente à des centaines de millions de sursauts gamma. Les restes de cette éruption prennent la forme de deux cavités de 65 000 années-lumière de diamètre situées de part et d'autre d'une grande galaxie centrale. Ces émissions, d'une énergie dépassant les 1055 J, seraient causées par le disque d'accrétion d'un trou noir supermassif qui aurait absorbé une masse totale approchant 600 millions de fois celle du Soleil.
Des travaux de Brian McNamara et al. affirment que le dégagement d'énergie ne résulterait pas d'un mécanisme d'accrétion, mais plutôt par la rotation même du trou noir, qui pourrait être l'un des trous noirs les plus massifs de l'univers observable. Cette hypothèse est soutenue par le fait que la galaxie centrale de MS 0735.6+7421 possède le plus grand break radius connu à ce jour.